# Ilattia leucospila
Ilattia leucospila là một loài bướm đêm trong họ Noctuidae.